# Edward van Wonderen
Eduardus ("Edward") van Wonderen (Bergen, 11 juni 1966) is een Nederlandse voetbalbestuurder en broer van oud-voetballer Kees van Wonderen.
Vanaf 2000 is hij al werkzaam geweest bij verschillende voetbalclubs. Hij was van 2000 tot 2008 werkzaam bij Feyenoord. In de periode tussen 2008 en 2011 op interim basis bij FC Twente, SBV Vitesse, FC Utrecht, NAC Breda en N.E.C.. In 2011 nam hij weer plaats in een vaste bestuursfunctie, nu als algemeen directeur bij PEC Zwolle. Hier vertrok hij in oktober 2014. Hij was in de periode februari-maart 2015 werkzaam als commercieel directeur bij BV De Graafschap.
Op dinsdag 23 juni 2015 werd bekend dat Van Wonderen als algemeen directeur in dienst trad bij FC Den Bosch waar hij tot december 2016 werkzaam is geweest.